# Yeh Dil – Dieses Herz
Yeh Dil (Hindi: यह दिल, übersetzt: Dieses Herz) ist ein Bollywoodfilm aus dem Jahr 2003 und ist ein Remake des Telugufilms Nuvvu Nenu (2001) vom Regisseur Teja. In beiden Versionen spielte Natassha (auch Anita) die Rolle der Vasundhara. An den Kinokassen hatte er keinen Erfolg.

## Handlung
Der College-Student Ravi ist der Sohn des Milliardärs Raghuraj Pratap Singh. Ravis Mutter ist vor Jahren verstorben und sein Vater interessiert sich nicht wirklich für ihn. Ganz anders sieht es bei Vasundhara aus: Sie kommt eher aus bescheidenen Verhältnissen und zählt im College zu den Vorzeigeschülerinnen. Da Ravi in nahezu allen Fächern schlecht ist, bittet er Vasu ihm doch zu helfen. So verabreden sie sich bei ihm zu Hause, um gemeinsam zu lernen.
Dabei lernen sie sich ebenso kennen und verlieben sich sogar ineinander. Allerdings wird diese Liebe weder von Ravis Vater akzeptiert, noch von Mitwa Yadav, Vasus Vater. Beide Väter tun alles um die in ihren Augen nicht standesgemäße Liebschaft zu unterbinden. Mitwas herrische und tyrannische Schwester Chandi lässt Vasu nicht mehr aus den Augen und sperrt sie zu Hause ein. Raghuraj schaltet sogar seinen befreundeten Kommissar ein, um die Liebenden zu trennen.
Doch Ravis und Vasus Liebe ist so stark, dass sie den Trennungsversuchen standhalten. Mit Hilfe von Ravis Freund Kabir, findet eine heimliche Hochzeit statt. Schließlich sieht Mitwa seinen Fehler ein und akzeptiert die Eheschließung. Auch Ravis Vater gibt sich geschlagen und so wendet sich alles zum Guten.

## Musik
| Nr. | Songtitel       | Sänger/in                      |
| --- | --------------- | ------------------------------ |
| 1   | College Mein    | Sonu Nigam                     |
| 2   | Ek Mein Ek Tu   | Abhijeet, Nirja Pandit         |
| 3   | Hey Kya Ladki   | Abhijeet, Kavita Krishnamurthy |
| 4   | Kyon Dil Bichde | Tauseef Akhtar                 |
| 5   | Telephone       | Abhijeet, Alka Yagnik          |
| 6   | Tera Dilbar     | Sonu Nigam, Alka Yagnik        |
| 7   | Yeh Dil         | Nadeem Saifi                   |

## Auszeichnung
Nominierung bei den Zee Cine Awards (2004)
- Zee Cine Award/Beste Debütantin an Natassha (auch für Kucch To Hai)

## Kritik
Inspiriert ist an „Yeh Dil“ nichts, spannend auch nicht, echt bewegend sowieso nicht. Doch die Songs sind gut, die Stars halbwegs sympathisch und die Lauflänge nicht übermässig strapaziert. (von molodezhnaja.ch) 